# Machory (gmina)
Machory – dawna gmina wiejska istniejąca do 1954 roku w woj. kieleckim, łódzkim i ponownie kieleckim. Nazwa gminy pochodzi od wsi Machory, lecz siedzibą władz gminy był Marcinków. 
W okresie międzywojennym gmina Machory należała do powiatu opoczyńskiego w woj. kieleckim. 1 kwietnia 1939 roku gminę wraz z całym powiatem opoczyńskim przeniesiono do woj. łódzkiego. Po wojnie gmina przez krótki czas zachowała przynależność administracyjną, lecz już 6 lipca 1950 roku została wraz z całym powiatem przyłączona z powrotem do woj. kieleckiego.
Według stanu z dnia 1 lipca 1952 roku gmina składała się z 36 gromad: Adamów, Afryka, Antoniów, Brzezie, Chełsty, Dąbie, Grębenice, Jasion, Justynów, Kamieniec, Klew, Klew A, Ławki, Machory, Malenie, Maleniec, Marcinków, Młynek, Myślibórz, Nowa Góra, Papiernia, Poręba, Ruszenice, Ruszenice A, Siedlów, Sielec, Siucice, Siucice kol., Skórkowice, Sulborowice, Tama, Tomaszów, Widuch, Wolica, Zawada i Zdyszewice.
Jednostka została zniesiona 29 września 1954 roku wraz z reformą wprowadzającą gromady w miejsce gmin. Po reaktywowaniu gmin z dniem 1 stycznia 1973 roku gminy Machory nie przywrócono, a jej dawny obszar wszedł głównie w skład gmin: Żarnów w tymże powiecie oraz Ruda Maleniecka i Fałków w powiecie koneckim, w województwie kieleckim.